# Спиро, Вадим Евгеньевич
Вадим Евгеньевич Спиро (9 марта 1934, Ленинград — 27 октября 2009) — учёный, инженер-кораблестроитель, специалист в области строительной механики подводных лодок, Заслуженный деятель науки и техники РФ (1995), лауреат Государственной премии (1994).

## Биография
Родился в Ленинграде в 1934 году в семье инженера. Окончил Ленинградский кораблестроительный институт (1958). После окончания института работал в ЦНИИ имени академика А. Н. Крылова: прошел путь от техника до первого заместителя директора института по научной работе (1991). Более десяти лет возглавлял лабораторию прочности корпусов подводных лодок и глубоководных аппаратов. Специалист в области строительной механики подводных лодок и глубоководных аппаратов, а также корпусных конструкций из композиционных материалов и численных методов расчетов прочности. В последние годы работал советником директора ЦНИИ имени академика А. Н. Крылова.
Преподавал в Институте повышения квалификации специалистов судостроительной промышленности, Академии гражданской авиации. Доктор технических наук (1975). Профессор (1985). Академик Российской академии транспорта (1992). Действительный член Института морских инженеров Великобритании (1996). Член Российского национального комитета по теоретической и прикладной механики. Председатель Координационного совета по науке и технике при Законодательном Собрании Санкт-Петербурга.

## Семья
- Дед — Альфред Спиро, почмейстер Царского Села, титулярный советник[5]
- Отец — Евгений Альфредович Спиро (род. 1907), инженер[5]
- Мать — Тамара Иванова Спиро (урождённая Иосса, род. 1909)
- Женат, две дочери: Мария — директор детского сада, Анна — гид-переводчик[4].

## Публикации
- Спиро, Вадим Евгеньевич. Работоспособность корпусных материалов в составе судовых конструкций : Конспект лекций / В. Е. Спиро; Ин-т повышения квалификации руководящих работников и специалистов судостроит. пром-сти. — Л. : ИПКСП, 1988. — 52,[2] с. : ил.; 20 см. FB 2 88-10/1959.
- Спиро, Вадим Евгеньевич. Применение ЭВМ в расчетах прочности корпусных конструкций. — Л. : 1974.
- В. Е. Спиро и др. Система определения параметров посадки аварийного подводного объекта в надводном положении в условиях качки. ВПТБ, 1999.